# 전격성 여드름
전격성 여드름(acne fulminans, acute febrile ulcerative acne:686)은 심각한 형태의 여드름 피부 질환으로, 다른 형태의 여드름인 응괴성 여드름의 치료가 성공적이지 못하면 발생할 수 있다.

## 치료
입원을 하지 않으려면 즉시 치료법을 강구해야 한다. 치료를 받지 않으면 오랜 기간(보통 2주) 입원 가능성이 있다.

## 역사
1958년, Detroit Dermatological Society의 회의에서 Burns와 Colville은 전격성 여드름과 응괴성 여드름을 앓고있는 16세 백인 소년의 모습을 보여주었다. 그 뒤로 수많은 비슷한 사례들이 보고되고 있다. 유전적 요인은 일부 환자들에게 중요한 역할을 할 수 있는데, 전격성 여드름의 유사 패턴으로 발전한 일란성 쌍생아 4개 집단이 문서화되었다.